# Piece by Piece (album Kelly Clarkson)
Piece by Piece è il settimo album in studio della cantante statunitense Kelly Clarkson, pubblicato nel 2015.
Il progetto discografico ha fatto ottenere alla cantautrice tre nomine ai Grammy Award. È diventata la sua quarta opera ad essere nominata per il Best Pop Vocal Album, dandogli il record per l'artista più nominato della categoria. Inoltre sia Heartbeat Song che Piece by Piece sono stati nominati anche per la Best Pop Solo Performance.

## Descrizione
Le sessioni di registrazione per Piece by Piece sono iniziate mentre Clarkson era con i Maroon 5  durante il tour Honda Civic Tour 2013, proseguendo durante la gravidanza del suo primo figlio. Il team di produttori vede il ritorno di alcuni dei suoi collaboratori dei progetti dei primi anni 2000, tra cui Greg Kurstin, Jesse Shatkin, Eric Olson, Joseph Trapanese e intraprende collaborazioni con nuovi autori, tra cui Sia, Maren Morris, John Legend e Julia Michaels. Nel corso della realizzazione del progetto, Clarkson ha affermato che il concept si basa sulla colonna sonora:
 Clarkson partecipa a cinque co-scritture di Piece by Piece, come ha spiegato la sua gravidanza le ha impedito di scrivere altro materiale, ha ricordato: 

## Pubblicazione e promozione

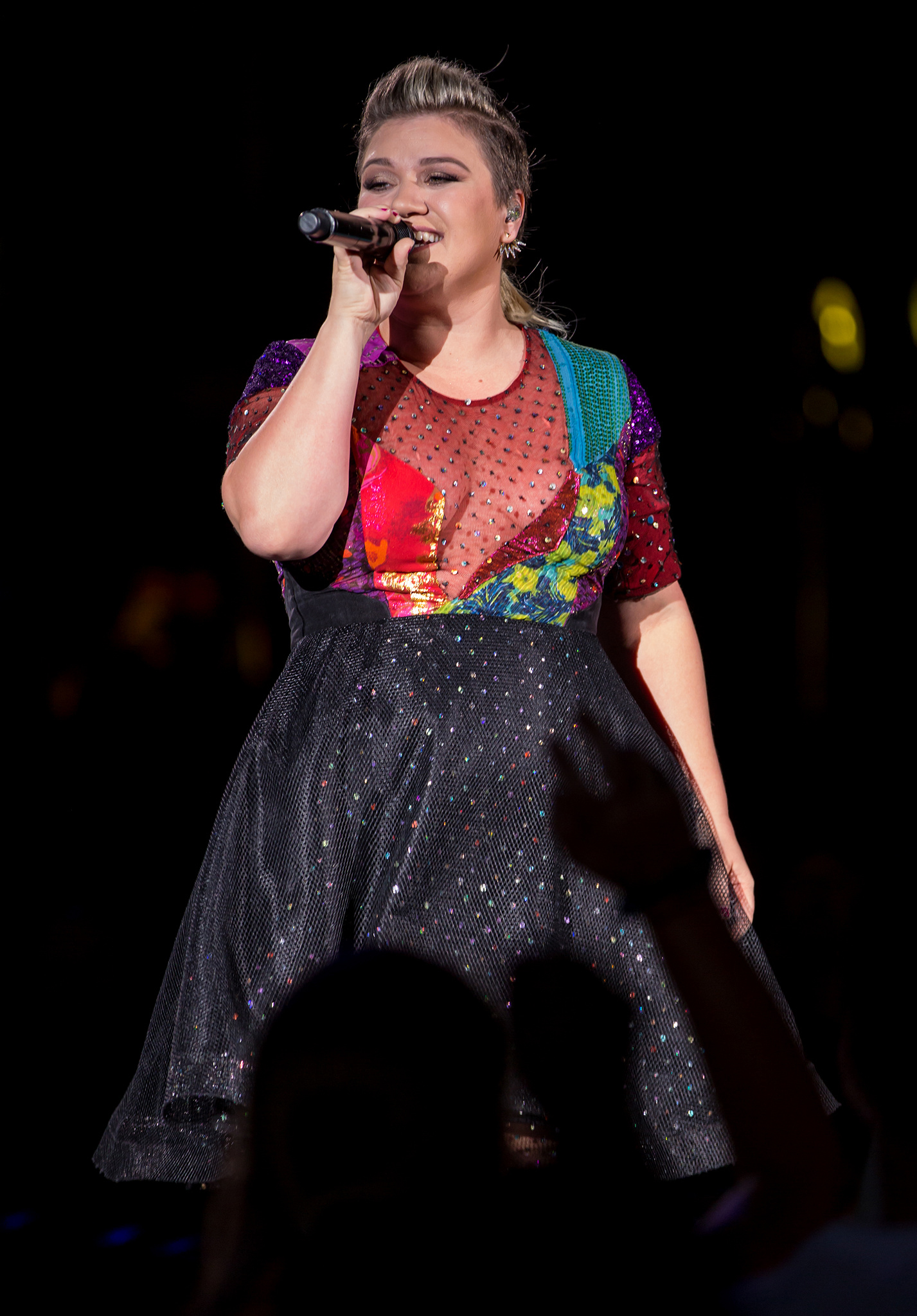
Kelly Clarkson durante il Piece by Piece Tour a Austin, Texas.

Il progetto discografico è stato pubblicato per la prima volta in Europa e in Oceania il 27 febbraio 2015 da RCA Records attraverso la casa madre Sony Music Entertainment. Il 3 marzo 2015 è stato pubblicato nelle Americhe da RCA Records e 19 Recordings.
Nel gennaio 2015 Clarkson ha condiviso sul suo sito web estratti dei testi di nove canzoni dell'album. Dal 23 febbraio 2015 al 27 febbraio 2015, la RCA ha pubblicato Invincible, Piece by Piece, Run Run Run, Take You High e Someone come singoli promozionali. Dal 26 febbraio 2015 al 2 marzo 2015, RCA e Viacom Media Networks hanno lanciato una campagna per presentare in anteprima i brani Let Your Tears Fall, Tightrope, War Paint, Dance with Me e Good Goes the Bye sui canali musicali MTV, VH1 e CMT.
Il 2 marzo 2015, vigilia della pubblicazione del settimo album in studio, viene eseguito un evento radiofonico live presso l'iHeartRadio Theater di New York, trasmesso su tutte le stazioni radio dell'ente radiofonico HeartRadio negli Stati Uniti.
Nei mesi successivi si è esibita in numerosi talk show, tra cui The Ellen DeGeneres Show, The Tonight Show e Good Morning America, annunciando in quest'ultima occasione il Piece by Piece Tour.
In concomitanza con il primo anniversario dell'uscita dell'album, il 4 marzo 2016 la RCA ha ristampato digitalmente l'edizione deluxe di Piece by Piece, comprendente la "Idol version" della title track.

## Accoglienza
| Recensione          | Giudizio |
| ------------------- | -------- |
| AllMusic            |          |
| The Guardian        |          |
| Billboard           |          |
| Idolator            |          |
| Rolling Stone       |          |
| The Observer        |          |
| New York Daily News |          |

Piece by Piece ha ricevuto un riscontro abbastanza positivo dalla critica musicale, che ha lodato le performance vocali di Clarkson, ma è stata anche poco affascinata dalla produzione dell'album. AllMusic ha dato al disco un voto di tre stelle, scrivendo che «invece di consolidare l'assicurato pop maturo di Stronger (2011), l'album si accosta sulle frequenze dell'electronic dance music, scelta supportata da scrittori, compositori e produttori di hit internazionali». Nonostante l'elogio della sua performance vocale come, il recensore ha trovato poco convincente l'enfasi del disco sulle basi suono rispetto alla voce, tendendo a sommergere la Clarkson. Anche Alexa Camp della rivista Slant Magazine ha dato un giudizio simile, citando che «le gradite imperfezioni evidenti nella voce della Clarkson su Wrapped in Red sono state purtroppo scacciate via in Piece by Piece».
Il New York Post ha dato al progetto discografico un voto di due stelle e mezzo, criticando le scelte della cantautrice, notando il desiderio di: «Cercare di stare al passo con i ragazzi, rovina di molte popstar trentenni [...] nonostante ciò nel suo settimo album, Clarkson mantiene la sua dignità di donna matura mentre si immerge nella musica dance». Jamieson Cox di Billboard ha recensito l'album con una recensione a tre stelle e mezzo, scrivendo che «Clarkson ha in gran parte abbandonato lo spigoloso pop rock a favore di soffici arrangiamenti e ballate dai toni eccessivamente pesanti, con il risultato di scaturire alcuni momenti di tristezza» Cox ha aggiunto, tuttavia, che «quando Clarkson crea una vera e propria connessione emotiva: l'album trascende i momenti più difficili con cadute banali nel mezzo».
Scrivendo per il Time, Katherine St. Asaph ha elogiato la voce della Clarkson come se avesse «alcune delle migliori vocalità del pop», ma ha contestato la gamma di arrangiamenti dell'album. Elogiando i brani Take You High, Bad Reputation e Run Run Run Run, ha affermato che «al suo meglio, Piece by Piece suona come la vittoria lampo di un artista; ma evoca l'ennesima finale di un talent show, senza nessuna vittoria in vista».

## Termine del contratto discografico diAmerican Idol
Il progetto discografico ha adempiuto al contratto discografico che la Clarkson aveva firmato come parte della vittoria della prima stagione di American Idol nel 2002 con 19 Recordings e RCA Records. L'artista diviene così la prima concorrente del programma a completare con successo l'impresa di mantenere il contratto. In un rapporto pubblicato da Billboard, si affermava che la Clarkson era attualmente in fase iniziale per firmare direttamente un contratto con la RCA, in contrasto con il suo precedente accordo in cui 19 Recordings mantenevano i diritti fonografici concessi in licenza alla RCA. Nonostante il vantaggio di RCA, Billboard ha sostenuto che il gruppo Big Machine avesse intenzione di mandare una richiesta di contratto alla Clarkson, tramite con Clive Davis, ex amministratore delegato di RCA e attuale direttore creativo di Sony, proprietaria dell'etichetta. Gli analisti dell'industria musicale hanno anche divulgato che, rispetto al suo precedente contratto con un anticipo di oltre 500.000 dollari per album, la Clarkson potrebbe ricevere fino a 1-3 milioni di dollari di anticipo per album in un nuovo termine, soprattutto grazie al debutto dell'album in testa alla classifica statunitense. Tuttavia, il manager della Clarkson, Narvel Blackstock, ha affermato che la probabilità che la Clarkson firmasse nuovamente con la RCA sarebbe stata una scelta affrettata. In un'intervista con Billboard, i dirigenti della RCA Peter Edge e Tom Corson hanno dichiarato che la Clarkson aveva avviato le trattative per firmare direttamente un contratto discografico con la RCA. Tuttavia, il 24 giugno 2016, la Clarkson ha annunciato di aver firmato un accordo a lungo termine a livello mondiale con la Atlantic Records.

## Tracce
1. Heartbeat Song – 3:18 (Kara DioGuardi, Jason Evigan, Audra Mae, Mitch Allan)
2. Invincible – 3:58 (Sia Furler, Jesse Shatkin, Stephen Mostyn,  Warren "Oak" Felder)
3. Someone – 3:39 (Matthew Koma)
4. Take You High – 4:20 (Jesse Shatkin, Maureen "Mozella" McDonald)
5. Piece by Piece – 4:17 (Kelly Clarkson, Greg Kurstin)
6. Run Run Run (feat. John Legend) – 4:32 (Tim James, Antonina Armato, Joacim "Twin" Persson, Ry Cuming, David Jost)
7. I Had a Dream – 3:58 (Kelly Clarkson, Greg Kurstin)
8. Let Your Tears Fall – 3:55 (Sia Furler, Greg Kurstin)
9. Tightrope – 3:32 (Kelly Clarkson, Greg Kurstin)
10. War Paint – 3:44 (Joleen Belle, Julia Michaels, Nolan Lambroza)
11. Dance with Me – 4:20 (Dan Rockett)
12. Nostalgic – 3:37 (Justin Tranter, Ryland Blackinton, Dan Keyes, Vaughn Oliver)
13. Good Goes the Bye – 3:21 (Shane McAnally, Natalie Hemby, Jimmy Robbins)

Tracce bonus nell'edizione deluxe
1. Bed Reputation – 3:18 (Kelly Clarkson, Kelly Sheehan, Greg Kurstin, Bonnie McKee)
2. In the Blue – 4:41 (Kelly Clarkson, Jesse Shatkin, Anjulie Persaud, Fransisca Hall)
3. Second Wind – 3:15 (Chris DeStefano, Shane McAnally, Maren Morris)

## Successo commerciale
Prima della sua uscita negli Stati Uniti, gli esperti commerciali della musica avevano predetto che l'album avrebbe probabilmente venduto almeno 90.000 unità nella sua prima settimana di rilascio nella regione. Debuttando con 83.000 copie digitali, Piece by Piece ha debuttato in cima alla classifica di Billboard 200 con 97.000 unità. È stato il suo primo album numero uno in sei anni, da All I Ever Wanted del 2006 e il suo terzo assoluto. Un anno dopo la sua uscita, l'album è balzato nella top 10 della classifica, facendo saltare dalla posizione n. 120 alla n. 6 con 44.000. Ciò ha segnato la prima volta che l'album era presente nella top 10 degli album dopo il suo debutto n. 1 nella classifica della settimana terminata il 21 marzo 2015. La salita è derivata dalle alte vendite della title track dell'album dopo che Clarkson l’ha esibita con successo dalla critica alla quindicesima stagione di American Idol. Il salto di 114 posizioni nella classifica è stato il più grande tra i primi 10 in cinque anni.

## Classifiche
| Classifica (2015) | Posizione massima |
| ----------------- | ----------------- |
| Australia         | 5                 |
| Austria           | 27                |
| Belgio (Fiandre)  | 39                |
| Belgio (Vallonia) | 90                |
| Canada            | 4                 |
| Corea del Sud     | 32                |
| Francia           | 123               |
| Germania          | 30                |
| Grecia            | 29                |
| Giappone          | 109               |
| Irlanda           | 8                 |
| Nuova Zelanda     | 12                |
| Paesi Bassi       | 18                |
| Regno Unito       | 6                 |
| Spagna            | 44                |
| Stati Uniti       | 1                 |
| Svezia            | 22                |
| Svizzera          | 29                |